# Lesotho ai Giochi della XXXI Olimpiade
Il Lesotho ha partecipato ai Giochi della XXXI Olimpiade, che si sono svolti a Rio de Janeiro, Brasile, dal 5 al 21 agosto 2016, con una delegazione di 8 atleti impegnati in 3 discipline. Portabandiera alla cerimonia di apertura è stato il velocista Mosito Lehata.
Si è trattato dell'undicesima partecipazione di questo paese ai Giochi. Anche in questa edizione, come nelle precedenti, non sono state conquistate medaglie.

## Atletica leggera
- 100 m maschili - 1 atleta (Mosito Lehata)
- 200 m maschili - 1 atleta (Mosito Lehata)
- 5000 m maschili - 1 atleta (Namakwe Nkhasi)
- Maratona maschile - 2 atleti (Tsepo Mathibelle, Lebenya Nkoka)
- 800 m femminili - 1 atleta (Tsepang Sello)

## Pugilato
- Pesi mosca maschili - 1 atleta (Moroke Mokhotho)
- Pesi gallo - 1 atleta (Inkululeko Suntele)

## Ciclismo
- Cross-country maschile - 1 atleta (Phetetso Monese)